# Aulicus
Aulicus là một chi Bọ cánh cứng trong họ Cleridae. Chi này được ghi nhận có khoảng 14 loài.

## Các loài
- Aulicus antennatus Schaeffer, 1921
- Aulicus apachei
- Aulicus bicinctus Linsley, 1936
- Aulicus dentipes Schaeffer, 1921
- Aulicus edwardsi (Horn, 1880)
- Aulicus edwardsii
- Aulicus femoralis Schaeffer, 1917
- Aulicus fissipes Schaeffer, 1921
- Aulicus humeralis Linsley, 1936
- Aulicus monticola Gorham, 1882
- Aulicus nero Spinola, 1844
- Aulicus nigriventris Schaeffer, 1921
- Aulicus reichei (Spinola, 1844)
- Aulicus terrestris Linsley, 1933